# Водонапорная башня № 1 (Новосибирск)
Водонапорная башня № 1 — гидротехническое сооружение в Железнодорожном районе Новосибирска. Построена в 1894 году. Памятник архитектуры регионального значения. Старейшее здание, сохранившееся на территории Новосибирска.
Рядом с башней находится другой памятник архитектуры — Водонапорная башня № 3.

## Описание
Памятник архитектуры находится возле путей Западно-Сибирской железной дороги к северо-западу от вокзала Новосибирск-Главный.
Восьмиугольная башня западным фасадом обращена к железнодорожным путям.
Нижний ярус башни сделан из кирпича, верхний — из обшитых досками брёвен.
Над входом южного фасада в разрыве карниза, разделяющего кирпичную и деревянную части башни, находится врезка с окном для инсоляции внутренней лестницы, опирающаяся на три кронштейна, объединённых между собой двумя арочками. Врезку венчает треугольный фронтончик.
Цоколь башни сделан из гранитных блоков.
Главный вход башни с арочным завершением и замковым камнем.
Два уровня горизонтальных окон освещает второй деревянный этаж.
Башню завершает низкая шатровая крыша с широким кровельным свесом, подшитым досками с декорированной пропильной резьбой.
Центр крыши увенчан восьмигранным фонарём с дымовой трубой от подогревателя и вентиляционным отверстием. Его свес также подшит украшенными пропильной резьбой досками.
Перекрытия башни деревянные.
Сооружение стоит на бутовых ленточных фундаментах.
Водонапорная башня № 1 — пример одного из первых специальных инженерных сооружений в комплексе железнодорожной станции «Обь» на Транссибирской магистрали, редкий сохранившийся архитектурный образец в составе комплексов железной дороги, построенных в конце XIX века по типовым проектам, которые были созданы специально для некоторых железнодорожных участков на территории Сибири.